# Соборная площадь (Чернигов)
Соборная площадь (укр. Соборна площа) — историческая площадь в Деснянском районе Чернигова, на территории Детинца, в составе парка культуры и отдыха имени М. М. Коцюбинского. С 1920 года — площадь Диктатуры пролетариата.

## История
Соборная площадь — в честь Спасо-Преображенского и Борисоглебского соборов — известна с начала 19 века. Была местом торжественных церемоний. Был установлен памятник Александру II.
В 1920 году Соборная площадь была переименована на площадь Диктатуры пролетариата (также именовалась как площадь Пролетарской диктатуры) — в честь формы политической власти Диктатуры пролетариата. На ней перед домом бывшего дворянского пансиона, где были размещены исполком городского совета и горком КП(б)У, проводились митинги, демонстрации и спортивные праздники. В 1921 году на площади был установлен бюст В. И. Ленину (скульптор Г. В. Нерода) на постаменте демонтированного памятника Александру II, со временем был заменён скульптурой В. И. Ленину во весь рост. На братской могиле времён гражданской войны сооружён памятный знак. После 1932 года площадь была засажена деревьями и перестала существовать.
В период Великой Отечественной войны здания площади, в том числе исполком городского совета и горком КП(б)У, были разрушены немецко-фашистской авиацией. Здания не восстанавливались, были разобраны. От этого здания в августе 1941 года выдвинулись к лесам Холминского района 186 горожан, которые стали частью Черниговского партизанского соединения. На этом месте в 1977 году установлен памятный знак (скульптор В. Воронцова).

## Описание
Соборная площадь была расположена на территории Детинца: западнее Спасо-Преображенского и Борисоглебского соборов. Сейчас площадь в составе в составе парка культуры и отдыха имени М. М. Коцюбинского.
Памятники истории местного значения:
1. Памятный знак на месте дома Черниговского местного комитета партии, откуда в августе 1941 года вышла в район сосредоточенная группа из 186 человек, которая стала ядром областного партизанского соединения (1941, памятный знак 1966) — рекомендовано к снятию с государственного учёта
2. Братская могила советских воинов (Братська могила червоноармійців Богунського полку 1-ї Української радянської дивізії, які загинули при визволенні м. Чернігова від петлюрівців 12.01.1919 р. та 11-ти радянських воїнів, які загинули при визволенні м. Чернігова у вересні 1943 р.) (1919 и 1943, памятный знак 1948)